# Tnine Amellou
Tnine Amellou (en àrab اثنين أملو, Iṯnīn Amllū; en amazic ⵜⵏⵉⵏ ⴰⵎⵍⵍⵓ) és una comuna rural de la província de Sidi Ifni, a la regió de Guelmim-Oued Noun, al Marroc. Segons el cens de 2014 tenia una població total de 3.674 persones.